# Связи с общественностью

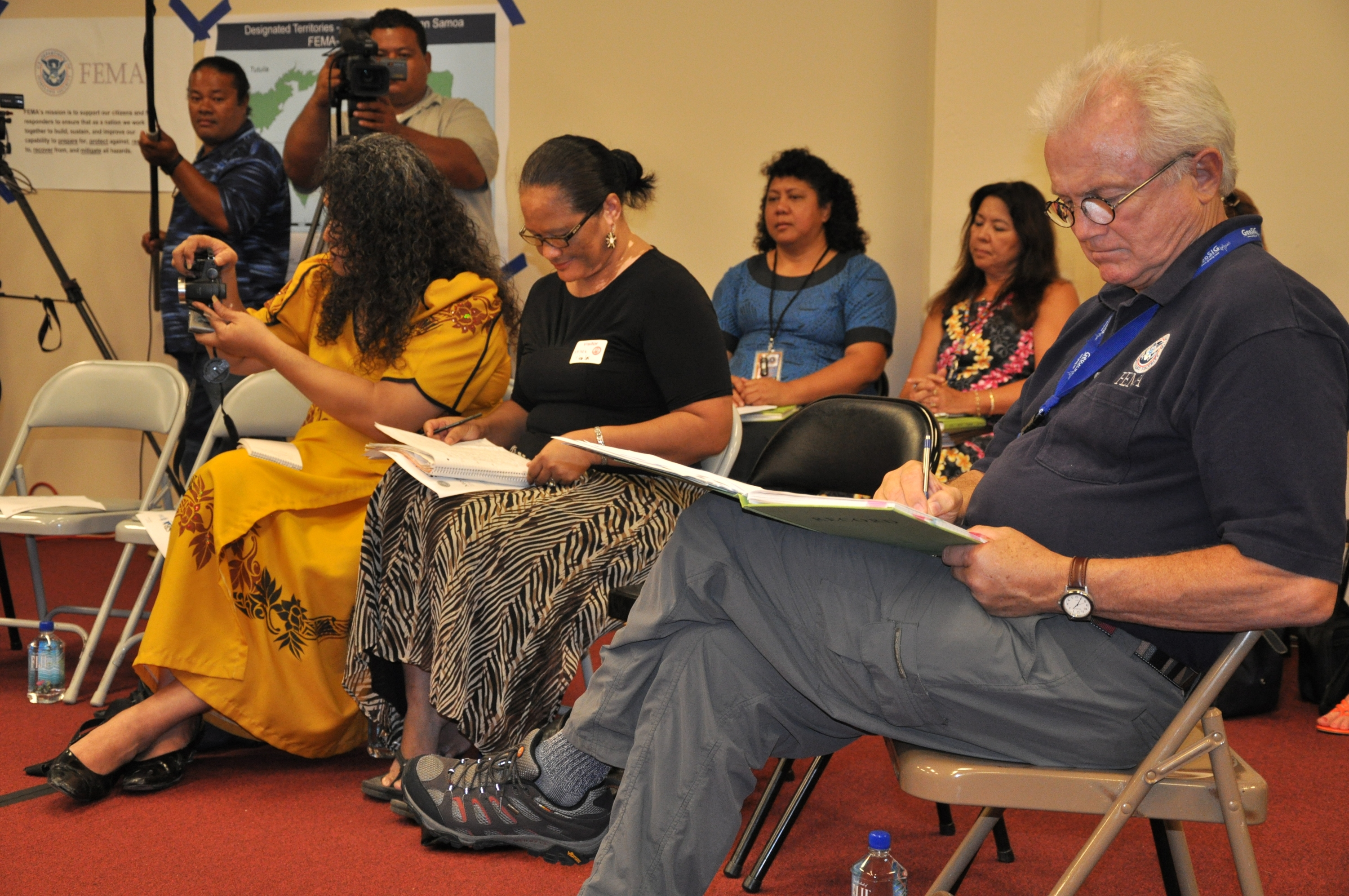
Проведение конференций — один из подходов, используемых в связях с общественностью.

Свя́зи с обще́ственностью, PR (англ. public relations — публичные отношения, связи с общественностью, отношения с общественностью, общественные связи, общественное взаимодействие; сокращённо: PR — пи-ар) — технологии создания и внедрения при общественно-экономических и политических системах конкуренции образа (имиджа) объекта (идеи, товара, услуги, персоналии, организации — фирмы, бренда) в ценностный ряд социальной группы с целью закрепления этого образа как идеального и необходимого в жизни. В широком смысле — управление общественным мнением, выстраивание взаимоотношений общества и государственных органов или коммерческих структур, в том числе для объективного осмысления социальных, политических или экономических процессов.
Как и в любой деятельности, связанной с коммуникацией, в пиаре есть объект и субъект. В своей работе «Паблик рилейшнз в системе социального управления» М. А. Шишкина[значимость факта?] вводит следующие определения:
- Базисный субъект PR — это та организация, на решение проблемы которой направлена PR-кампания.
- Технологический субъект — это PR-структура, планирующая и реализующая кампанию. Технологический субъект может быть внутренним (собственная PR-служба) и внешним (PR-агентство).
- Объектом PR-кампании является сознание и поведение членов целевых аудиторий организации, функционирующих в рамках конкретной проблемной ситуации. «Объект выбирается в зависимости от целей, которые преследует субъект связей с общественностью. В каждом конкретном случае субъект выбирает „свою“ общественность. Например, для PR-акции, направленной на повышение имиджа вуза и повышение конкурса среди абитуриентов, своей общественностью являются учащиеся выпускных классов и их родители. Объектом связей с общественностью могут являться и органы власти, и общественные организации (например, профессиональные союзы и объединения), политические партии, и общественные фонды и движения, и средства массовой информации, и население какого-либо города, поселка и т. д.»[1].

Исторически пропаганда и связи с общественностью начинали развиваться как одно и то же. По этой причине связи с общественностью нередко приравниваются к пропаганде. В последующем связи с общественностью ассоциировались с этичными практиками налаживания связей с общественностью, в то время как пропаганда — с неэтичными практиками, больше свойственными тоталитарным режимам. Тем не менее, компании часто прибегают к пропаганде, выходя за рамки связей с общественностью, для достижения своих целей.

## Сложность и многозначность определения понятия
Словарь ABBYY Lingvo 12 даёт следующее определение:
Связи с общественностью — специализированная деятельность релайтеров (PR-менов и PR-вумен) — специалистов в интересах персоналий и корпораций, государственных учреждений, благотворительных фондов и торговых объединений по созданию благоприятного имиджа организации, её представителей, конкретной личности, продукта или идеи в глазах общественности и социальных групп: акционеров, финансовых кругов, служащих компаний и учреждений, реальных или потенциальных клиентов, а также членов муниципальных, окружных, штатных и федеральных законодательных органов. Эта деятельность чаще всего осуществляется путём предоставления в распоряжение прессы, телевидения и радио соответствующей информации, на которую серьёзно полагаются и рассчитывают многочисленные местные издания (газеты и журналы, местные радио- и телевизионные станции).
Понятие «Связи с общественностью» тесно связано с такими понятиями как реклама, пропаганда, журналистика, агитация, маркетинг, корпоративные коммуникации и менеджмент. С понятиями манипуляция и пропаганда PR связан лишь косвенно, поскольку по декларируемому определению является инструментом осознанного диалога двух равных субъектов. Тем не менее некоторые тесно связывают эти понятия ввиду реалий 1990-х годов и ошибок в трактовке.
Между специалистами по связям с общественностью зачастую возникают разногласия: включать ли в сферу PR понятие «чёрный PR».

### Определения
Существует множество определений пиар, отражающих наличие самых разных концепций и точек зрения на предмет. К примеру:
- Обобщённое: «Паблик рилейшнз — это управленческая деятельность, направленная на установление взаимовыгодных, гармоничных отношений между организацией и общественностью, от которой зависит успех функционирования этой организации».
- PR — это искусство и наука достижения гармонии с внешним окружением посредством взаимопонимания, основанного на правде и полной информированности (Сэм Блэк, в своей книге «Что такое PR?»[3])
- Циничное: «PR — это искусство формирования благоприятного отношения общественности к фирме путём создания представления о том, что фирма выпускает и продаёт товар только в интересах покупателя, а не ради получения прибыли»[4].

Однако наиболее адекватным в современной практике считается[кем?] определение, предложенное профессорами Лоуренсом В. Лонги и Винсентом Хазелтоном. Они описывают связи с общественностью как «коммуникативную функцию управления, посредством которой организации адаптируются к окружающей их среде, меняют (или же сохраняют) её во имя достижения своих организационных целей». Данное определение представляет собой новейшую теорию, описывающую связи с общественностью как нечто большее, нежели просто формирование в обществе тех или иных точек зрения.
Если рассматривать PR как функцию управления в организации, то можно дать такое определение PR: PR — это управление коммуникациями организации с её целевой аудиторией, с целью наладить устойчивые связи, доверие и взаимопонимание.

### «PR» или «связи с общественностью» — выбор термина
В русском языке имеющие одно происхождение термины «PR» и «связи с общественностью» получили разную смысловую нагрузку.
Как свидетельствуют документы из Национального корпуса русского языка, термин «связи с общественностью» чаще употребляется, когда речь идёт об учебной дисциплине, её преподавании, научном исследовании, официальных документах, формальном наименовании должностей и так далее.
Слово «PR» обычно характеризует конкретную деятельность специалистов по связям с общественностью и её результат.
По частоте использования в языке преобладающим является слово «PR» — 260 документов, против 16 документов, где говорится о «связях с общественностью».
Это объясняется тем, что в повседневной жизни между учебной дисциплиной и реальной деятельностью есть существенные различия: 1) цель PR — добиться результата, навязать своё мнение, а связи с общественностью ориентированы на диалог; 2) PR признаёт любые средства, а связи с общественностью — только законные; 3) Термин «связи с общественностью» имеет в речи положительную коннотацию, а «PR» — нейтральную или отрицательную.
Термин «связи с общественностью» пропагандируют специалисты по этой дисциплине, фактическое же преобладание слова «пиар» предположительно можно объяснить тем, что потребители чаще заказывают и оплачивают именно пиар.

### Прочее
- Корпоративный PR (Corp.PR) — формирование имиджа предпринимателя, его фирмы (см. Корпоративная культура). Corp.PR приносит результаты в виде подписанных контрактов, государственных заказов, инвестиционных проектов, кредитных линий и тому подобных успехов благодаря «хорошему» имиджу фирмы. Например, Дэвид Томсон — владелец The Thomson Corporation (ведущая мировая компания в области интегрирования информационных решений в бизнесе) покровительствует Художественной галерее Онтарио. Он известный коллекционер живописи и владеет замечательной коллекцией картин Джона Констебла.
- Коммерческий PR (CPR) — продвижение бизнес‑продукта предпринимателя, «раскрутка» бренда. Например, необходимость поддержания легендарной марки Ferrari заставляет её владельцев продолжать уникальную ручную сборку автомобиля и вносить в его конструкцию те качества, которые позволяют побеждать на самых престижных гонках мира — «Формула-1». Бренд Ferrari стал символом качества, роскоши и комфорта.
- Внутренний (внутрикорпоративный) PR — управление взаимосвязями внутри компании. В практике менеджмента широко распространено иное обозначение — внутренние корпоративные коммуникации. Основная задача внутреннего PR — выстраивание определённых доверительных отношений руководства компании с персоналом на всех уровнях управления. Составляющие внутреннего PR:
  - наличие корпоративной культуры;
  - эффективность системы взаимодействия подразделений и сотрудников в компании;
  - мотивация к трудовой деятельности;
  - принятие сотрудниками миссии и целей компании.
- Внешний PR — контакты с внешней средой компании: с конкурентами, партнёрами, инвесторами, покупателями, клиентами, со всеми, кроме сотрудников компании.

## Истоки PR

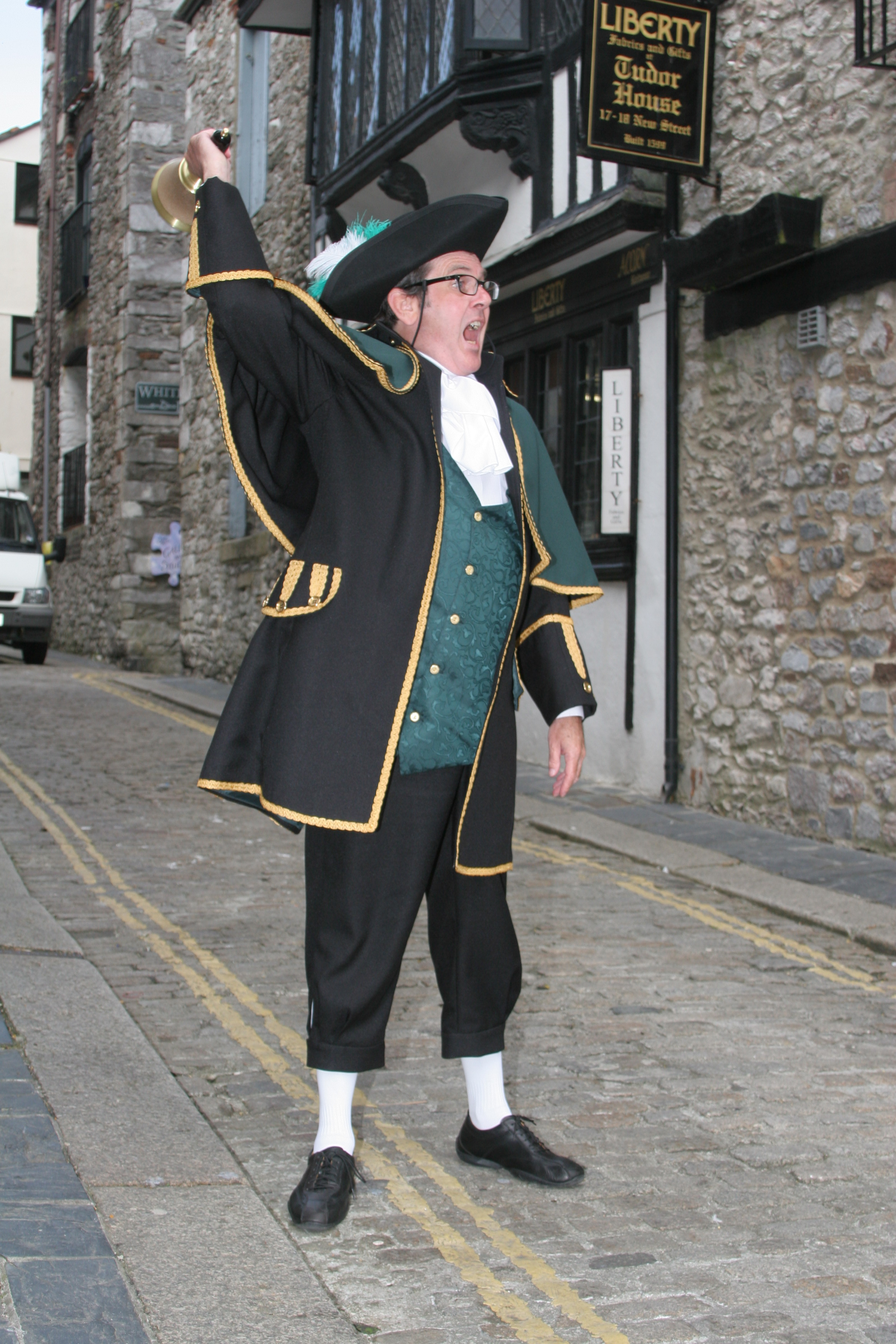
Современный английский глашатай (street crier) из Девона (Великобритания). 2010 г.

Связи с общественностью — это феномен не XX века, корни его уходят глубоко в историю. Ещё во времена расцвета таких цивилизаций, как Шумер, Китай, Вавилон, Древняя Греция и Древний Рим, людей убеждали в том, что им следует признать власть своих правительств и своей религии. Подобная практика существует до сих пор: межличностная коммуникация, искусство красноречия, организация специальных мероприятий, паблисити и так далее. Эта деятельность не носила название «связей с общественностью», но сегодня перед работниками публичной сферы, которые занимаются сходной деятельностью, ставят те же цели. Учёные[какие?] нашли зачаточные формы влияния на общественное мнение и управления коммуникациями в древних цивилизациях, во время заселения Нового Света и во время движения за отмену рабства в Англии. Бэзил Кларк считается основателем связей с общественностью в Великобритании.
Пропаганда (как одна из самых распространённых форм PR) использовалась США, Великобританией, Германией (многие современные специалисты[какие?] по связям с общественностью считают Йозефа Геббельса «отцом» современной пропаганды, и при публичном неприятии идей нацизма и фашизма, «методички» Геббельса легли в основу многих[уточнить] современных учебников по PR), а также другими странами для мобилизации внутренней поддержки и демонизации врагов во время мировых войн.
Скотт Катлип сказал: «Мы несколько произвольно относим начало профессии по связям с общественностью к созданию Бюро рекламы в Бостоне в середине 1900 года». Он объясняет, что истоки PR нельзя указать с точностью до даты, потому что он развивался с течением времени в результате ряда событий. В большинстве учебников по связям с общественностью говорится, что сначала они были разработаны в Соединенных Штатах, а затем распространились по всему миру;  однако Жаки Л'Этан, ученый из Соединенного Королевства, сказал, что он был разработан в Великобритании и США одновременно. Ноэль Тернбол утверждает, что это началось как профессиональная область в 18-м и 19-м веках с британскими евангелистами и викторианскими реформаторами. По словам академика Беттеке Ван Рулер, PR-деятельность в континентальной Европе как профессиональная сфера не начиналась до 1920-х годов.

## История развития общественных отношений как науки
Современные технологии пиара разрабатывались в Европе и Америке: во Франции и США. В 1900 году Гарвардский университет уже имел собственное бюро паблисити. Офис паблисити также в 1904 году был создан в университете штата Пенсильвания. В 1912 году было создано первое крупное бюро PR при Американском телефонно−телеграфном объединении.
Отделы по связям с общественностью и специализированные фирмы появились в США в начале 1920-х годов как реакция на деятельность «разгребателей грязи» (Muckrakers). Одними из её родоначальников являются журналист Айви Ли (Ivy Lee) и компания Дж. Рокфеллера (John Davison Rockefeller), служащим которой Айви Ли стал позднее. Одной из первых кампаний по связям с общественностью считают приём, придуманный лично Рокфеллером: раздача детям новых блестящих десятицентовых монеток.
В начале 1930-х годов в Демократической партии США появляется должность советника по PR. Аналогичная должность в Республиканской партии появляется в 1936 году. В этот период PR выделяется в самостоятельную функцию менеджмента, которая начинает пользоваться спросом в крупнейших компаниях США.
В это же время появляются первые специалисты по проведению политических кампаний.
1945—1965 годы — бум PR в США. PR окончательно выделяется в самостоятельное направление в менеджменте и продолжает бурно развиваться.
Университеты начинают выпускать бакалавров по PR. К 1965 году число работников, занятых в сфере PR, превысило 100 тысяч человек, к 2000 году — 200 000 человек только в США.
С 1990-х годов PR стали рассматривать в рамках концепции интегрированных маркетинговых коммуникаций, которая приобрела популярность с ростом числа каналов, с которыми приходится работать коммуникаторам. Мощный толчок появлению новых каналов дало развитие цифрового маркетинга, в том числе и проникновение социальных сетей в повседневную жизнь, что сделало их эффективным инструментом для продвижения. Чтобы систематизировать работу со всем многообразием имеющихся и новых коммуникационных каналов, в 2012 году была предложена модель PESO, предполагающая разработку единой коммуникационной стратегии для Paid, Earned, Shared и Owned каналов.

## Виды PR
Можно предложить некоторые виды связей с общественностью, основываясь на выделении тех или иных критериев:
- Политический PR — это специализированная деятельность субъектов политики, направленная на эффективное управление их публичной коммуникацией и повышение политической конкурентоспособности за счёт привлечения общественной поддержки[15].
- Интегрированный PR—интегрированное управление всей совокупностью коммуникаций,организуемых физическим и/или юридическим лицом, каждая из которой согласуется с другими с целью поддержания со своей общественностью долговременных благожелательных отношений, увеличивающих их возможности в достижении целей. В маркетинге интегрированные коммуникации "объединяют в себе все типы рыночных (маркетинговых) коммуникаций: рекламу, связи с общественностью, прямой маркетинг, стимулирование сбыта, бренд-коммуникации и др. Кроме того, интегрируются сами средства коммуникаций, что позволяет направлять целевым аудиториям согласованные, убедительные маркетинговые обращения, содействующие достижению целей компании"[16].
- Социальный PR — это деятельность, направленная на формирование, поддержку и развитие нужных (чаще всего позитивных) отношений, формирование позитивных моделей поведения и так далее. К этой сфере PR традиционно относятся социальные и благотворительные проекты и программы бизнес-структур и проекты общественных и некоммерческих организаций.
- PR «внешний» и «внутренний»: по критерию работы с целевыми аудиториями вне и внутри организаций; с точки зрения технологической в первом случае речь идёт о работе с неконтролируемыми, во втором — с контролируемыми СМИ;
- PR «позитивный» и «негативный»: речь идёт о позитивной, созидательной или негативной, разрушительной работе; многие PR-специалисты категорически отрицают саму возможность рассмотрения негативного направления как в принципе относящегося к public relations;
- PR «негативный» и «антикризисный»: антикризисный PR, как отдельное направление работы с аудиторией отличается быстрым реагированием на кризисную ситуацию и своевременную коммуникацию с различными стейкхолдерами.
- «обслуживание», обеспечение атакующей или оборонительной бизнес-деятельности; эта дихотомия мыслима лишь в случае, если всерьёз ставится вопрос о «негативном» PR и противодействующем ему антикризисном; противоположный подход, в сущности, рассматривает реальное общество как бесконфликтное, состоящее в массе своей из весьма высоконравственных людей;
- PR «повседневный» («рутинный») и «антикризисный» («аварийный»): в первом случае речь идёт о PR-деятельности в относительно спокойной, повседневной обстановке, связанной с позитивной деятельностью и допускающей высокую степень планирования в силу подконтрольности ситуации; во втором — о деятельности в ситуации цейтнота, стресса, высокой степени неопределённости, вызванной, как правило, «внешними» силами;
- PR повседневный и PR проектный: выполнение или рутинной, обычной работы, которая в принципе не имеет временных горизонтов, или деятельности, носящей мобилизационный характер, связанной с разработкой и реализацией проектов;
- PR в сферах коммерческой, некоммерческой, политической и государственной: осуществление PR-деятельности, связанной с различием в доступе к ресурсам, большей или меньшей степенью рисков, большей или меньшей возможностью выполнения креативной работы;
- PR персональный, организационный и товарный (PR людей, организаций и товаров/услуг): по критерию работы PR-структуры с тем или иным объектом PR-продвижения;
- «PR офлайн» и «PR онлайн»: PR-деятельность в обычной среде или с использованием полноценного PR-агентства и в сети Интернет или с использованием онлайн PR-агентства;
- PR событийный и сенсационный: в первом случае центральной категорией является «новость», во втором — «сенсация» (тоже новость, но такая, которая почти автоматически привлекает к себе внимание прессы);
- PR сопровождение и PR продвижение: в первом случае речь может идти о новостном освещении в СМИ таких самостоятельных видов продвижения, как выставка, презентация, пресс-конференция, праздник, юбилей и так далее, во втором — о создании такого рода событий, которые сами по себе интересны средствам массовой информации, и чей «продвигающий» характер не очевиден для целевых аудиторий.

### Релайтер — «связник», специалист по связям с общественностью
Релайтер (англ. relaiter) — специалист по связям с общественностью, связующее звено между персоной или организацией (компанией, предприятием, лицом) и общественностью. Сфера деятельности релайтера — позиционирование персон и организаций, установление и поддержание гармоничных отношений между заказчиком (клиентом) и общественностью. Зачастую PR-специалист выполняет функции и маркетёра, рекламиста, имиджмейкера, брендмейкера и других смежных профессий.

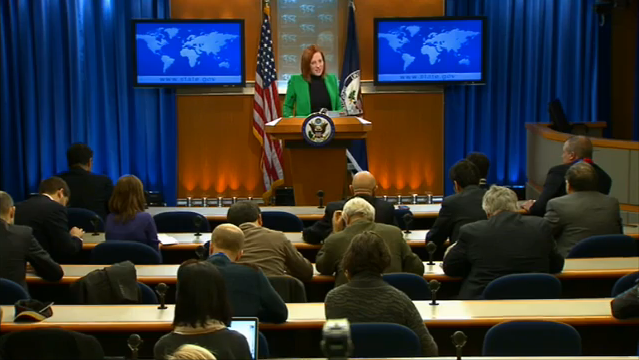
Бывший помощник президента США по коммуникациям Дженнифер Псаки на встрече с журналистами в 2015 году

В обязанности специалиста по связям с общественностью входят также создание, расширение, поддержание благоприятных отношений со СМИ (медиа-рилейшенз), что включает в себя подбор (выбор) наиболее подходящих изданий, теле- и радиоканалов, Интернет-ресурсов, удовлетворяющих запросы клиента и цели конкретного проекта. Активная работа с выбранными СМИ и постоянный контакт с общественностью способствует укреплению репутации персоны или организации, наращиванию паблицитного капитала и нематериальных активов в конкурентной среде.
Работа со СМИ в настоящее время, являющимися «четвёртой властью», требует системного подхода. В связи с этим, специалисту по связям с общественностью следует учитывать психологию журналиста, его мотивацию, желания и потребности в современном быстро меняющемся мире. Создание релайтером специальных событий должно вызывать интерес общественности к информации, быть интересно и актуально, злободневно.

## PR за рубежом

### Международные и иностранные отраслевые организации
- Global Alliance for Public Relations and Communications Management Global Alliance
- Center of Communicative Technologies — CCT Black&White PR (Миннеаполис, штат Миннесота) Создатель Николай Цеверон
- Международная организация компаний — консультантов в области коммуникаций ICCO
- Восточно-Европейская сеть независимых PR-агентств CEEPR-net

## PR в России

### История PR в России
В Древней Руси власти использовали для доведения информации до общества два основных канала — светский государственный аппарат и церковные структуры управления. В летописях, начиная с X века упоминаются специальные глашатаи — «биричи» или «бирючи». Они должны были «кликать» «по торгам» (на многолюдных торговых площадях) о появлении новых княжеских указов. Позднее, с появлением бумаги и постепенным распространением грамотности, появилась практика вывешивания письменных указов. По церковным каналам информация (к примеру, новость о рождении наследника) доводилась до приходских священников, а те уже передавали её пастве. Обратная связь осуществлялась через «челобитные», которые каждый человек мог подать не только в соответствующий орган государственного управления, но и лично главе государства. Эта практика была отменена лишь Петром I, который запретил подавать лично государю челобитные по делам, которые прежде не рассматривались соответствующими органами государственной власти. Незаконным, но широко практикуемым способом коммуникации с властью был «скоп и заговор», когда народ собравшись «многолюдством» (большой толпой) шёл к государю или представителям местной власти с требованиями и угрозами (иногда с челобитной).

### Государственный PR в зарубежных СМИ
В России целенаправленная деятельность, направленная на борьбу с распространением за рубежом негативных сведений и формированию позитивного информационного фона, осуществлялась с 1660-х годов. Необходимость этой работы была обусловлена тем, что русское правительство стремилось развивать контакты с другими европейскими странами, а от того, как в Европе оценивают Россию, зависел успех или неудача российских посольств. Кроме того, российская власть активно занималась привлечением на русскую службу иностранцев — военных, медиков, рудознатцев, кораблестроителей, художников и др. Негативные публикации о России сказывались на стоимости найма иностранных специалистов. Известия о различных российских неурядицах негативно влияли на торговлю и затрудняли получение иностранных займов.

Борис Кустодиев. «Освобождение крестьян (Чтение манифеста)». Картина 1907 года

В годы правления царя Алексея Михайловича опробованы на практике следующие способы влияния на зарубежную печать — дипломатические протесты, отправка в зарубежные издания подготовленных в Москве материалов, оплата услуг иностранных издателей и давление на торговых партнёров России, связанных с европейскими издателями. Значительное число позитивных публикаций о российском государстве попадало в западную прессу через работавших в Москве иностранных дипломатов, которые стремились таким способом улучшить отношения с российскими властями.
Особенное внимание PR в зарубежных СМИ российские власти стали уделять после начала Северной войны. В эти годы нанимались специальные PR-агенты[уточнить]. Причина произошедших перемен состояла в том, что Россия вела войну против одного из ведущих европейских государств. Необходимость поддержки со стороны максимального числа союзников заставляла заботиться о хорошем (или хотя бы нейтральном) имидже. Фактически после начала Северной войны между Россией и Швецией развернулась ещё и война информационная. Забота о «положительной прессе» стала для русского правительства нормой, повседневной деятельностью русских дипломатов и агентов. К концу правления Петра I система зарубежного PR была поднята на уровень, которого не удавалось достигать в позднейшие периоды. Публикации европейской прессы отслеживались на двух уровнях (резидентами и в Коллегии иностранных дел). Преследование «пашквилянтов» (тех, кто публиковал негативные материалы) обеспечивалось международными соглашениями. К примеру, в Гамбурге, одном из важнейших центров европейской печати того времени, разрешалось публиковать только те материалы, которые предоставлял российский резидент. В Коллегии иностранных дел был создан отработанный механизм «опровержения» негативных публикаций и рассылки официальных новостей. Надёжная работа такой системы подкреплялась страхом перед российскими войсками, расквартированными в немецких землях. Любопытно, что политическая конъюнктура позволяла российским властям оплачивать услуги PR-специалистов крайне скупо и нерегулярно, о чём свидетельствуют многочисленные челобитные агентов, отложившиеся в Коллегии иностранных дел.

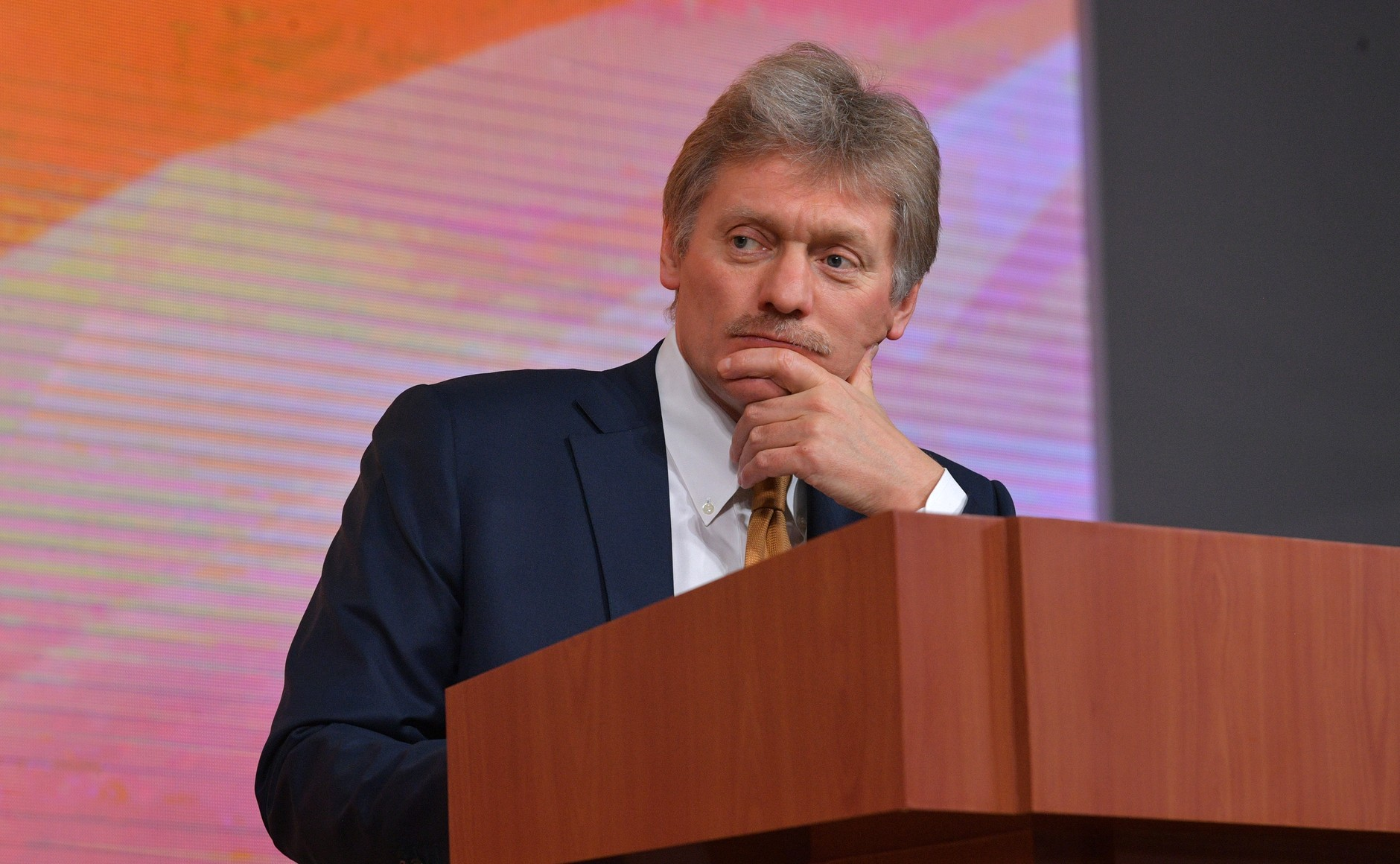
Пресс-секретарь президента Российской Федерации Дмитрий Сергеевич Песков

В 2007—2014 гг. правительство РФ с согласия президента Путина перечислило около 2 млн долларов американской коммуникационной компании Ketchum за услуги по продвижению международного имиджа России. Уполномоченным представителем России и куратором в этом проекте был пресс-секретарь президента РФ Дмитрий Песков.

### Объёмы PR услуг в РФ
По данным АКОС объём российского рынка PR в РФ в 2008 — 2,5 млрд долл. (рост на 43 %, в 2007 — 1,75 млрд).
Средняя доля бюджета на аутсорсинг (использование PR-агентств) в крупных компаниях составляла 40—41 % в 2007, 37—38 % в 2008.
Объём агентских гонораров/вознаграждений за 2008 год оценён в диапазоне от $200 до $500 млн. Доля «неинституциолизированных» консультантов — 30—80 млн долл.
Расходы производителей товаров повседневного спроса (FMCG) на PR составляют в среднем до $1 млн в год, компаний добывающей и перерабатывающей промышленности — до $5 млн, финансовых организаций — до $10 млн. В большинстве компаний доля PR-бюджета не превышает 10 % от общих затрат на маркетинговые коммуникации, лишь в финансовом секторе, IT и телекоммуникационной сфере этот показатель может достигать 20—30 %.
По данным исследования консалтингового агентства IFORS, совокупный объём PR-бюджетов российских компаний в 2010 году составил 1,66 млрд долларов.

### PR-агентства России
В международный рейтинг бюллетеня The Holmes Report (один из самых авторитетных независимых отраслевых источников о пиар-индустрии в мире) «Top 250 Global Rankings 2014» (глобальный рейтинг коммуникационных компаний) попали следующие российские PR-компании (в скобках указано место в рейтинге):
- (60) AGT Communications Group
- (62) Mikhailov & Partners
- (82) iMARS Group
- (83) CROS (Компания развития общественных связей)
- (152) Pro-Vision Group

С разной степенью периодичности выходят и внутренние рейтинги агентств, которые ранжируют компании преимущественно по традиционным критериям — по степени упоминаемости в СМИ, а также размеру годового бюджета. Вместе с тем появляются и оригинальные версии рейтингов — например, «Рейтинг доверия» исследовательской группы W-City.net, в котором агентства выстроены в зависимости от уровня и степени доверия к ним со стороны бизнес-среды.
В 2013 году под эгидой Российской академии общественных связей (РАОС) и крупнейших отраслевых ассоциаций (АКОС, РАСО, IABC/Russia, АКМР) был сформирован и представлен первый в России Национальный рейтинг коммуникационных компаний. При составлении рейтинга учитываются три показателя: доходы за год, профессиональный опыт (клиентский и кадровый портфель), а также публичная активность компаний в СМИ.

### Отраслевые организации

#### Международные
- Международная ассоциация медийных и коммуникационных исследований (МАМИКИС)
- Международная академия коммуникологии[26]
- Американское общество по связям с общественностью (PRSA)[27]
- European Public Relations Education and Research Association (EUPRERA)[28]
- Chartered Institute of Public Relations (CIPR)[29]

#### Российские
- Ассоциация компаний консультантов в области связей с общественностью (АКОС)[30]
- Ассоциация коммуникационных агентств России (АКАР)[31]
- Ассоциация преподавателей по связям с общественностью (АПСО)[32]

### Отраслевые награды, конкурсы и премии
- Национальная премия в области общественных связей Серебряный лучник
- Национальная премия Медиа-Менеджер России[источник не указан 408 дней]
- Всероссийский конкурс социальной рекламы «Новый Взгляд»
- Фестиваль рекламы Идея![источник не указан 408 дней]